# Johannes Schwenck
Johannes Schwen(c)k (* 18. Februar 1777 in Meckenbach (bei Kirn); † 26. März 1863 in Limbach (bei Kirn)) war ein deutscher Gutsbesitzer und Politiker.

## Leben
Schwenck war der  Sohn von Johann Reichard Schwenck und dessen Ehefrau Anna Katharina geborene Jacobi. Er heiratete am 22. Dezember 1798 Maria Margaretha Bauer (* 1762 in Limbach; † 23. März 1819 ebenda), die Tochter des Bauern Michael Bauer und dessen Ehefrau Maria Elisabetha geborene Klein.
Schwenck leistete Militärdienst und schied als Oberleutnant aus. Er lebte als Gutsbesitzer in Limbach, wo er auch Schöffe war. Während der Märzrevolution gehörte er 1848 dem kurzlebigen Landtag von Hessen-Homburg an. Er wurde im Wahlkreis Becherbach, Limbach, Otzweiler, Bärenbach, Meckenbach gewählt. Im Landtag war er Alterspräsident und Mitglied des Justizausschusses.